# Kristen Bell
Kristen Anne Bell (Huntington Woods, Míchigan, 18 de julio de 1980) es una actriz estadounidense de cine y televisión que también se ha desempeñado en el teatro. Ha sido citada en los medios como una de las jóvenes que ha popularizado el estereotipo de «chica geek» (geek chic) y suele ser reconocida por su aspecto juvenil. Ha ganado el Satellite Award y el Saturn Award, y ha sido nominada para el Television Critics Association Award y el Teen Choice Awards.
Si bien su primer papel en el cine fue en Polish Wedding, donde no aparecía en los créditos finales, Bell ya había actuado en producciones teatrales y musicales. En 2001, hizo su debut en Broadway como Becky Thatcher en Las aventuras de Tom Sawyer. Después de mudarse a Los Ángeles, Bell consiguió varios papeles como invitada en series de televisión, y pequeños papeles en películas, hasta que ganó popularidad con su actuación, aclamada por la crítica, en la serie de televisión Veronica Mars, interpretando al personaje principal del mismo nombre, papel que mantuvo durante tres temporadas, desde septiembre de 2004 hasta mayo de 2007. Durante su época en Veronica Mars, Bell volvió a interpretar a Mary Lane en la versión cinematográfica de Reefer Madness: The Movie Musical, habiendo actuado como tal en una producción teatral. También interpretó el papel principal en Pulse. En 2007 se unió al elenco de Heroes interpretando a Elle Bishop, y a la nueva serie Gossip Girl como la narradora. En 2010 saldría a la luz Burlesque donde Kristen actuaría como Nikki, la antagonista, junto a iconos de la música como Christina Aguilera y Cher. También es conocida por ser la voz de Anna, la vivaz hermana menor de Elsa en la película de Disney, Frozen, en la cual dio a conocer mejor sus habilidades como cantante. En 2014 se estrena en FOX la serie animada Sin Supervisión en la que pone la voz a la mojigata y juiciosa Megan, amiga de los protagonistas Gary y Joel. La serie fue cancelada después de trece episodios por baja audiencia.

## Infancia, juventud y familia
Bell nació y creció en Huntington Woods, Míchigan, un suburbio de Detroit. Es hija de Tom Bell, un director de noticias en la televisión, y Lorelei Lori Bell, una enfermera. Bell tiene ascendencia polaca y escocesa. Sus padres se divorciaron cuando ella tenía dos años de edad. Kristen tiene dos hermanas del segundo matrimonio de su padre: Sara y Jody.[cita requerida]
A los cuatro años de edad, Bell sostuvo que no le gustaba su primer nombre y optó por cambiarlo, sin embargo, su madre la convenció de que usara su segundo nombre, Anne, en vez de Kristen; utilizó el nombre Annie hasta que ingresó en educación secundaria. En Huntington Woods estudió en el colegio Burton Elementary donde estudió canto y claqué.
Poco antes de su primer año en secundaria, los padres de Bell decidieron sacarla del sistema de colegios públicos. Estudió en el colegio católico Shrine Catholic High School cerca de Royal Oak, donde formó parte de los clubes de teatro y música. Durante su estancia en el colegio, interpretó el papel principal en la producción del colegio de 1997 de The Wizard of Oz, como Dorothy Gale y apareció en las producciones de Fiddler on the Roof (1995), Lady Be Good (1996), y Li'l Abner (1998). En 1998, el año de su graduación, Bell fue nombrada «La Más Bonita» en la revista del colegio por los votos de sus compañeros.
Cuando Bell tenía diecisiete años, su mejor amiga, Jenny DeRita, a quien conoció a los once años de edad durante una producción teatral de la comunidad de Detroit, falleció en un accidente automovilístico. Bell dijo que fue «lo mejor y lo peor» que le pasó en su vida; «Una vez que aprendes a no dar por sentada a la gente vives una vida más feliz».
Poco después de su graduación en secundaria, Bell se trasladó a la Ciudad de Nueva York y estudió en el Tisch School of the Arts en la Universidad de Nueva York, con mención en teatro musical. En 2001, durante su último año en la Universidad, Bell se marchó faltándole pocos créditos para graduarse para interpretar un papel en el musical de Broadway The Adventures of Tom Sawyer.

## Carrera

### Primeros trabajos (1992-2003)
En 1992, a la edad de once años, Bell fue a su primera audición y ocupó un doble papel como plátano y árbol en una producción teatral de un suburbio de Detroit de la obra Raggedy Ann and Andy. Su madre contrató a un agente antes de que Bell cumpliera trece años, lo que le permitió aparecer en anuncios en periódicos de Detroit y en anuncios de televisión. También empezó a recibir clases privadas de interpretación. En 1998 apareció en un papel no acreditado en la película, filmada cerca de donde vivía, Polish Wedding.[cita requerida]
En 2001, Bell dejó la Universidad de Nueva York para interpretar el importante papel de Becky Thatcher en un musical de Broadway —que tuvo una corta duración—, Las aventuras de Tom Sawyer. El mismo año hizo su debut en el cine con un papel —que esta vez aparece acreditado— en la película Pootie Tang. Sin embargo, su única frase en la película fue eliminada y su aparición quedó reducida a una escena al final de la película cuando ya aparecen los títulos de crédito. Adicionalmente realizó una prueba para el papel de Chloe Sullivan en la serie de televisión Smallville, a la cual terminó interpretando Allison Mack. En 2002, actuó en la reposición en Broadway de The Crucible, junto a Liam Neeson, Angela Bettis y Laura Linney. Bell se mudó a Los Ángeles en 2002 debido a su amistad con los escritores Kevin Murphy y Dan Studney y apareció en varios programas de televisión como invitada, siéndole difícil conseguir un papel estable en una serie de televisión. Bell se había «probado como ocho veces y no había logrado que todos los programas en que se había probado fueran aceptados», incluyendo audiciones para Skin y una serie de Norm Macdonald. En 2003 obtuvo un papel en la película de Hallmark The King and Queen of Moonlight Bay.

### Éxito (2004-2022)

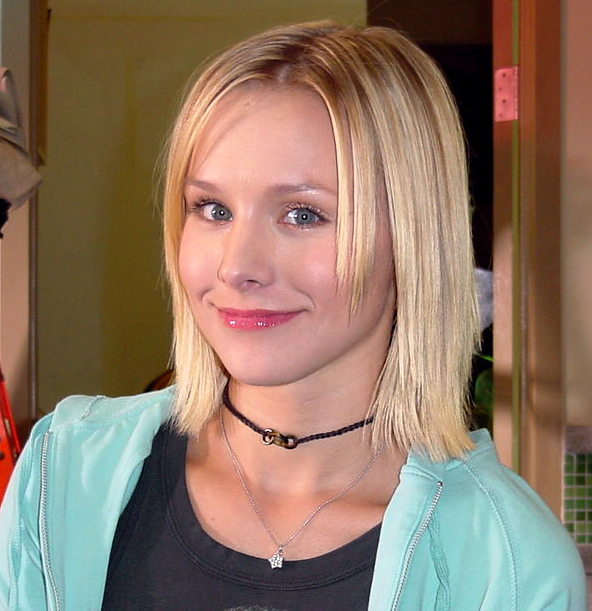
Bell en el set de Veronica Mars.

En 2004, Bell actuó en la producción teatral de Reefer Madness en Los Ángeles, permitiéndole trabajar con los escritores Kevin Murphy y Dan Studney. Posteriormente apareció en la película para televisión de Lifetime Gracie's Choice, que obtuvo una de las cuotas de pantalla más altas del canal. Hizo su presentación, como actriz de cine, en la película de David Mamet Spartan, como Laura Newton, la hija secuestrada del presidente de EE. UU., actuando junto a Val Kilmer. Bell también apareció como invitada en el drama de HBO Deadwood en una historia de dos episodios (Bullock Returns to the Camp y Suffer the Little Children).
Finalmente lograría el papel principal en el drama de UPN Veronica Mars, que se estrenó en el otoño de 2004. Creada por Rob Thomas, Bell interpretaba a una detective de diecisiete años de edad llamada Veronica, actuando junto a Enrico Colantoni, que interpretaba a su padre, Jason Dohring, Percy Daggs III y Ryan Hansen. Veronica Mars fue descrita como «un poco de Buffy y un poco de Bogart». Bell relataría paralelismos entre su personaje, Veronica, y su propia vida: sus padres se habían divorciado y su mejor amiga había fallecido, como Veronica. Tanto la serie como la interpretación de Bell obtuvieron críticas favorables de los medios. Algunos críticos dijeron que la pasaron por alto, ya que realmente se mereció una nominación a los Premios Emmy. Como comentó un escritor del tvaddict.com: «[Su] completa falta de reconocimiento mediante un Emmy demuestra que los votantes no ven realmente las series antes de votar».
En 2005, Bell actuó en Reefer Madness: The Movie Musical, repitiendo su papel ya interpretado en el musical off-Broadway. El musical estaba basado, en parte, en la película de 1936 del mismo nombre; la película de 1936 estaba basada, por su parte, en una película propagandística en contra de la marihuana llamada Tell Your Children. Reefer Madness: The Movie Musical se estrenó en el canal Showtime el 16 de abril de 2005. El 18 de septiembre de 2005, Bell hizo una interpretación de la canción de la serie de televisión de 1982 Fame en una porción, llamada Emmy Idol, durante la ceremonia de los Premios Primetime Emmy de 2005. Ella y el elenco de Veronica Mars fueron nominados a dos Teen Choice Awards en 2005: Choice Breakout Actress y Choice Breakout TV Show.[cita requerida]
En 2006, Bell ganó el Saturn Award por mejor actriz de televisión por su actuación en Veronica Mars, mientras que la serie fue nominada a Best Network Television Show. Aparte de trabajar en Veronica Mars, en abril Bell interpretó a Gracie en Fifty Pills, película estrenada en el Festival de Cine de Tribeca. Actuó en una película de corte independiente llamada The Receipt y en la película de horror Roman, que fue dirigida por su coestrella en The Crucible Angela Bettis. Actuó en Pulse estrenada el 11 de agosto de 2006 en el papel principal de Mattie. Un reboot de la película de horror japonesa Kairo, la película recaudó 27.9 millones de dólares alrededor del mundo, pero obtuvo críticas negativas. Frank Scheck del The Hollywood Reporter comentó: «Pese a la presencia de Kristen Bell, [la] joven actriz tiene un material mucho más aburrido para trabajar que como [su personaje] Veronica Mars».

### Trabajos (2007-2011)
Veronica Mars estuvo en UPN durante dos temporadas; la serie fue renovada y regresó para una tercera temporada en el nuevo canal The CW. El 19 de enero de 2007 la presidenta de CW Entertainment Dawn Ostroff anunció que, mientras que estaba contenta con la mejora gradual de los índices de audiencia de Veronica Mars, la serie sería suspendida hasta febrero, en que se estrenaría una nueva serie de realidad, Pussycat Dolls Present. El 17 de mayo de 2007 Ostroff anunció la cancelación de la serie. El episodio final de la serie, de dos horas, fue emitido en Estados Unidos el 22 de mayo de 2007 y el 11 de junio de 2007 se anunció que Veronica Mars había sido cancelada oficialmente por la CW, después de recibir un mensaje de correo electrónico de Thomas. Se ha discutido una posible continuación de Veronica Mars en película o en historieta, y durante un corto período de tiempo se habló de otra colaboración entre Bell y el creador Thomas, que no estaría relacionada con la serie Veronica Mars. Poco después de la cancelación, Bell filmó en Hawái para el papel protagonista en la comedia de Judd Apatow Forgetting Sarah Marshall. Dijo que la comedia improvisada en la película fue «una experiencia encantadora». La película, escrita por el otro protagonista Jason Segel fue estrenada en los cines el 18 de abril de 2008.
Fue escogida para participar en la segunda temporada de Heroes, donde interpretará a Elle, una chica que tiene el poder de lanzar cargas eléctricas.
Bell participó en la serie de televisión estadounidense Gossip Girl, como la reina cotilla (voz en off).
En 2011 hizo un cameo en la película de terror Scream 4, junto a Anna Paquin.

### Frozen (2012-presente)
En 2012, Bell protagonizó la película dramática familiar Big Miracle y participó en la serie House of Lies de la cadena de pago Showtime, interpretando el papel de Jeannie Van Der Hooven, una consultora de empresa. Y estrenó la película Hit and Run, con Dax Shepard.
También ha aparecido en el video musical de "Madder Red" de la banda de rock experimental de Brooklyn Yeasayer. Bell interpretó a Mary Magdalene en The Truth & Life Dramatized Audio New Testament Bible, una adaptación de audio de 22 horas, con voz de celebridad y dramatizada del Nuevo Testamento que utiliza la traducción RSV-CE.
Protagonizó la película dramática The Lifeguard, escrita y dirigida por Liz W. García, que comenzó a filmarse en julio de 2012 y se estrenó en agosto de 2013. 
Es la voz de Anna en Frozen, que se estrenó el 22 de noviembre de 2013. En esta película se estrena como voz musical, mostrando sus dotes musicales ocultas hasta este momento. Frozen fue un éxito, recaudando 84 091 326 dólares en todo el mundo.
En 2013, durante varios episodios, Bell interpretó a Ingrid de Forest, una concejal de la ciudad de Eagleton, en Parks and Recreation.
El 13 de marzo de 2013, se confirmó que una película de Veronica Mars finalmente se haría realidad. Bell y el creador de la serie Rob Thomas lanzaron una campaña de recaudación de fondos para producir la película a través de Kickstarter y alcanzaron la meta de dos millones de dólares en menos de diez horas. Los principales miembros del reparto de la serie repitieron sus papeles en el largometraje. La producción de la película tuvo lugar durante el verano de 2013, y se estrenó en cines y en video bajo demanda el 14 de marzo de 2014.
En 2016, puso voz a la perezosa Priscilla en la película de comedia animada Zootopia, y protagonizó a Claire en la película de comedia The Boss Baby. Interpretó a Kiki en la película de comedia de 2016 Bad Moms, un papel que repitió en la secuela de 2017, A Bad Moms Christmas. Comenzó a interpretar a Eleanor Shellstrop en la serie de comedia de NBC The Good Place y que fue distribuida por Netflix.
En 2017, apareció en la comedia dramática biográfica The Disaster Artist, la comedia de acción CHiPs y la comedia How to Be a Latin Lover.
En 2018 protagonizó la película de comedia y drama de Netflix Like Father. También expresó el personaje de Jade Wilson en la película de comedia animada Teen Titans Go! to the Movies y repitió su papel de voz como princesa Anna en la secuela de comedia animada Ralph Breaks the Internet.
En noviembre de 2019 se estrenó Frozen II, y Bell repitió como voz de doblaje y musical de la princesa Anna. Esta película, al igual que la primera, fue todo un éxito en taquilla a nivel mundial.

## En los medios de comunicación

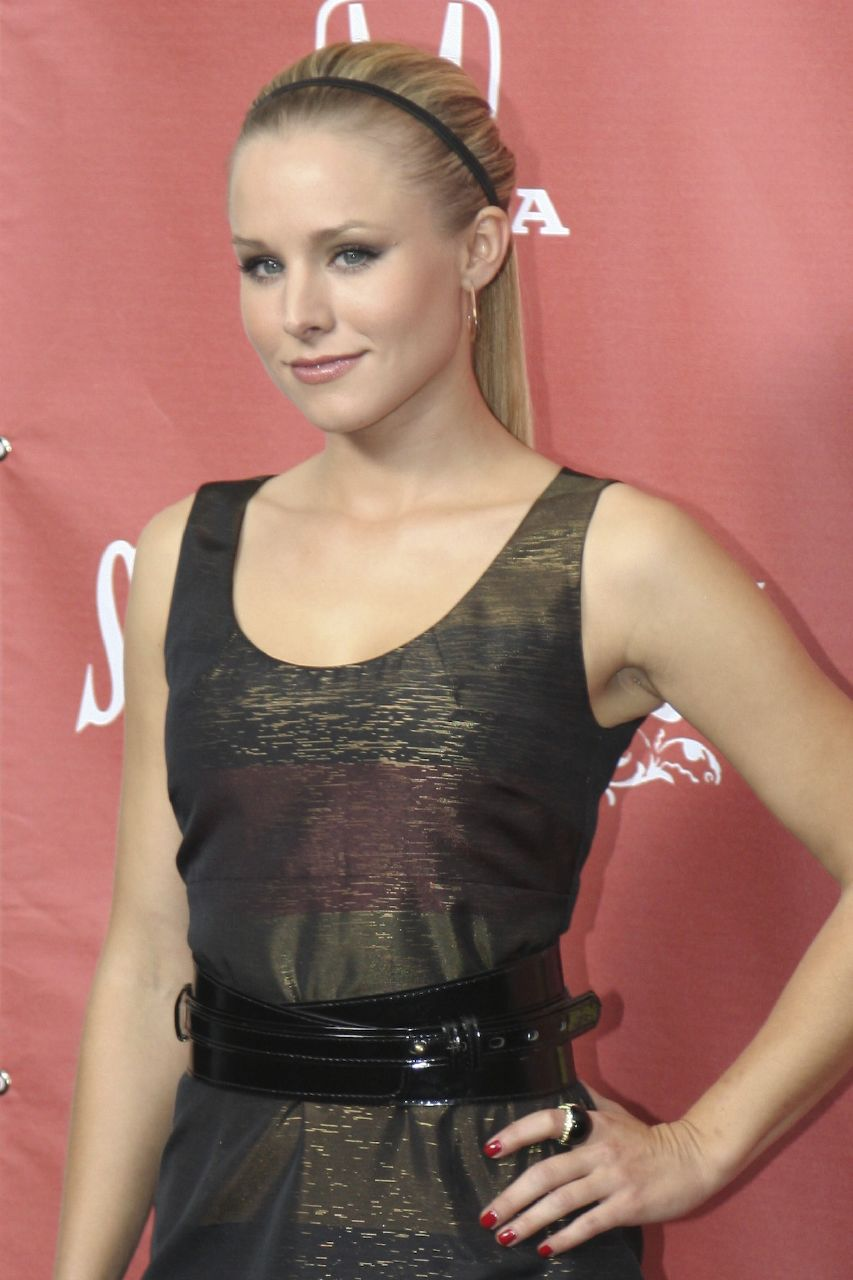
Bell en los Scream Awards de 2007, un premio creado para los géneros de horror y ciencia ficción.

En 2005, Bell fue nombrada por la revista Jane como "una de las 11 personas que te gustaría ver desnudas", apareciendo en una simulación desnuda para la revista, y en 2006 fue elegida la "vegetariana más sexy del mundo" en una encuesta anual de PETA. Obtuvo el lugar #68 en la lista "Hot 100" de 2005 de la revista Maxim, #11 al año siguiente en la misma lista, y #46 en 2007 donde se la citó al decir que «con sus propias manos había salvado a CW de ser el peor canal de todos los tiempos». En 2006, Bell estuvo en la cima de la lista "Investigadores criminales sexys de la televisión en otoño" de Maxim. En 2008, logró el lugar #59 en la lista "Top 99 Women of 2008" de la revista Ask Men. Reflejando su admitida popularidad entre los "geeks", Bell fue votada la cuarta mujer más sexy de la televisión por los encargados de la revista Wizard.
Dice que nunca se ha visto como una mujer mayor debido a que «siempre interpreta papeles y se ve como una persona 10 años menor». Pero, explica ella, «algo mágico pasó cuando cumplí 25 años: me miré en el espejo y me dije, puede que ya no te descarten para las películas para mayores (R-rated movie). Ya no tenía un cuerpo infantil». Bell cuenta que varios de sus personajes tienen carácter masculino debido a que ella no estaba «lo bastante en su casa como para interpretar a una niña estudiosa y no era lo suficientemente bonita como para interpretar a una chica guapa».
Bell ha sido asociada con la idea de que "friki es el nuevo cool", y explica que «lo que antes era visto como nerdy ahora es visto como original. Lo que me gusta de lo friki, nerd, es que realmente no importa en lo que estés metido, solo quiere decir que no eres un seguidor». También dijo: «Me gustan los nerds. Los adictos a la Convención Internacional de Cómics de San Diego son los creadores de gustos del mañana. ¿No es eso gracioso? Las cartas se han dado vuelta.» Vanessa Juárez de Entertainment Weekly comentó que el papel de Bell como Veronica Mars, Heroes y como una fanática de Star Wars en la película a estrenarse Fanboys ha "solidificado su puesto en el centro del universo geek", mientras que Rodney Rothman dijo: «Ha ganado el mercado de los perdedores». El trabajo de Bell suele compararse con el de Sarah Michelle Gellar en su interpretación del personaje de televisión de culto en la serie Buffy the Vampire Slayer. Frank Scheck de The Hollywood Reporter declaró que Bell quizá sea «la sucesora en la televisión [de la interpretación de Gellar como Buffy] cuando se habla de combatir a los malos».
A pesar de su «nuevo estatus de celebridad», Bell sostiene que no está preocupada porque «de todas formas, nadie la reconoce». Como explica Bell: «A veces salgo con Hayden Panettiere, pero nunca me sacan fotografías. Me pongo a un lado y salgo para ponerme enfrente cuando me dice que quiere alejarse de ellos, o la ayudo a subirse al coche».

## Vida privada

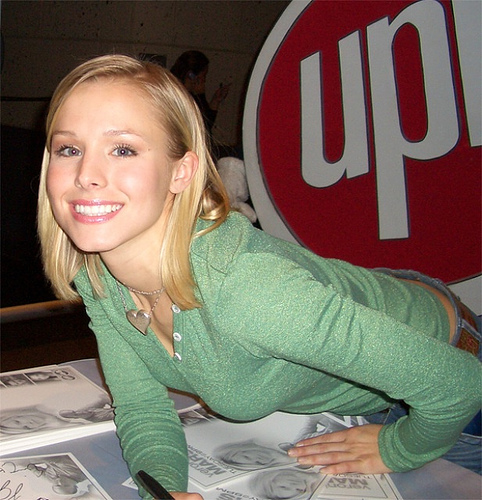
Bell firmando autógrafos en enero de 2005 en Metreon en San Francisco.

A la edad de once años, Bell se convirtió en vegetariana. En una entrevista con PETA, Bell dijo: «Siempre he sido una amante de los animales. Me costaba mucho disociar los animales con los que jugaba —por ejemplo, perros y gatos— de los animales en mi plato, y realmente nunca me importó el sabor de la carne. Siempre he sido una amante de mis vegetales (¡coles de Bruselas!)». Durante la época que vivió en Míchigan, Bell acogió a animales de la Michigan Humane Society y actualmente apoya al Helen Woodward Animal Center de San Diego. Bell suele ir a las recaudaciones de fondos de la ASPCA y otras organizaciones sin fines de lucro dedicadas a la protección de animales. Tiene un mestizo entre corgi galés de Pembroke y chow chow llamada Lola, otro entre corgi galés de Pembroke y chihuahua llamado Shakey, además de un labrador retriever negro llamado Sadie, que tenía 11 años de edad cuando fue rescatado del huracán Katrina y adoptado por Bell en 2005. Ella y muchos de quienes trabajaron en Veronica Mars, incluyendo a su amigo Ryan Hansen, están involucrados con la organización de caridad Invisible Children Inc. La meta de la organización es crear conciencia sobre la gente del norte de Uganda que está atrapada en medio de una guerra civil entre el gobierno y el Lord's Resistance Army de Joseph Kony. Bell ha mostrado su apoyo a la huelga de guionistas del Writers Guild of America en 2007 y apareció entre sus filas en diciembre de 2007 declarando que «los guionistas solo están buscando un poco de justicia».
En 2007, Bell terminó una relación de cinco años con su exnovio Kevin Mann. Le dijo a la revista Complex que las citas le dan «ganas de vomitar. Y no por asco. Vale, un poco por asco, pero más que nada por los nervios». Bell explicó: «Siempre he sido una monógama en serie».
Siendo de Míchigan, es también fan entusiasta del club de hockey Detroit Red Wings.
Comenzó a salir con el actor y comediante Dax Shepard en 2007. Anunciaron su compromiso en enero de 2010, pero dijeron que no se casarían hasta que todos los ciudadanos pudieran hacerlo en igualdad, sin importar su orientación sexual. Finalmente contrajeron matrimonio en octubre de 2013. Tienen dos hijas: Lincoln, nacida en marzo de 2013, y Delta, nacida en diciembre de 2014.

## Filmografía

### Cine
| Año  | Título original                   | Personaje                   | Notas                        |
| ---- | --------------------------------- | --------------------------- | ---------------------------- |
| 1998 | Polish Wedding                    | Chica adolescente           | Sin acreditar                |
| 2002 | Neko no Ongaeshi                  | Hiromi                      | Voz de doblaje               |
| 2004 | Spartan                           | Laura Newton                |                              |
| 2005 | Deepwater                         | Enfermera Laurie            |                              |
| 2006 | Fifty Pills                       | Gracie                      |                              |
| 2006 | Pulse                             | Mattie Webber               |                              |
| 2006 | Roman                             | La Chica / Isis             |                              |
| 2008 | Forgetting Sarah Marshall         | Sarah Marshall              |                              |
| 2009 | Fanboys                           | Zoe                         |                              |
| 2009 | Serious Moonlight                 | Sara                        |                              |
| 2009 | Astro Boy                         | Cora                        | Voz                          |
| 2009 | Couples Retreat                   | Cynthia Davis               |                              |
| 2010 | Lost Masterpieces of Pornography  | June Crenshaw               | Cortometraje                 |
| 2010 | When in Rome                      | Elizabeth Ann «Beth» Martin |                              |
| 2010 | Get Him to the Greek              | Sarah Marshall              | Cameo                        |
| 2010 | You Again                         | Marni Olivia Olsen          |                              |
| 2010 | Burlesque                         | Nicole «Nikki» Finnegan     |                              |
| 2011 | Scream 4                          | Chloe Garrett               | Cameo                        |
| 2012 | Safety Not Guaranteed             | Belinda St. Sing            |                              |
| 2012 | Big Miracle                       | Jill Jerard                 |                              |
| 2012 | Hit and Run                       | Annie Bean                  | También coproductora         |
| 2012 | Stuck in Love                     | Tricia Walcott              |                              |
| 2013 | Movie 43                          | Supergirl                   |                              |
| 2013 | Some Girl(s)                      | Bobbi                       |                              |
| 2013 | The Lifeguard                     | Leigh London                |                              |
| 2013 | Frozen                            | Princesa Anna               | Voz                          |
| 2014 | Veronica Mars                     | Veronica Mars               | También productora ejecutiva |
| 2015 | Frozen Fever                      | Princesa Anna               | Voz; cortometraje            |
| 2015 | Unity                             | Narradora                   | Documental                   |
| 2016 | Zootopia                          | Priscilla                   | Voz                          |
| 2016 | The Boss                          | Claire Rawlings             |                              |
| 2016 | Bad Moms                          | Kiki Moore                  |                              |
| 2017 | The Disaster Artist               | Ella misma                  | Cameo                        |
| 2017 | CHiPs                             | Karen Baker                 |                              |
| 2017 | How to Be a Latin Lover           | Cindy                       |                              |
| 2017 | A Bad Moms Christmas              | Kiki Moore                  |                              |
| 2017 | Olaf's Frozen Adventure           | Princesa Anna               | Voz; cortometraje            |
| 2018 | Ralph Breaks the Internet         | Princesa Anna               | Voz                          |
| 2018 | Like Father                       | Rachel Hamilton             |                              |
| 2019 | Frozen II                         | Princesa Anna               | Voz                          |
| 2021 | Queenpins                         | Connie Janikowks            |                              |
| 2022 | The People We Hate at the Wedding | Alice Stevenson             |                              |

### Televisión
| Año       | Título                              | Personaje              | Notas                                              |
| --------- | ----------------------------------- | ---------------------- | -------------------------------------------------- |
| 2003      | The Shield                          | Jessica Hintel         | Episodio: «The Quick Fix»                          |
| 2003      | American Dreams                     | Amy Fielding           | Episodio: «Act of Contrition»                      |
| 2003      | Everwood                            | Stacey Wilson          | Episodio: «Extra Ordinary»                         |
| 2003      | The O'Keefes                        | Virginia's Owner       | 2 episodios                                        |
| 2003      | The King and Queen of Moonlight Bay | Alison Dodge           | Película para televisión                           |
| 2004      | Deadwood                            | Flora Anderson         | 2 episodios                                        |
| 2004      | Gracie's Choice                     | Gracie Thompson        | Película para televisión                           |
| 2004–2007 | Veronica Mars                       | Veronica Mars          | Protagonista; 64 episodios                         |
| 2005      | Reefer Madness                      | Mary Lane              | Película para televisión                           |
| 2007–2008 | Heroes                              | Elle Bishop            | Elenco principal; 12 episodios                     |
| 2007–2012 | Gossip Girl                         | Gossip Girl (voz)      | Narradora; sin acreditar                           |
| 2009      | The Cleveland Show                  | Mandy (voz)            | Episodio: «Da Doggone Daddy-Daughter Dinner Dance» |
| 2009–2010 | Party Down                          | Uda Bengt              | 2 episodios                                        |
| 2012–2016 | House of Lies                       | Jeannie van der Hooven | Protagonista; 58 episodios                         |
| 2013–2014 | Parks and Recreation                | Ingrid de Forest       | 3 episodios                                        |
| 2015      | Liv y Maddie                        | Ella misma             | Episodio: «Ask Her More-a-Rooney»                  |
| 2016–2020 | The Good Place                      | Eleanor Shellstrop     | Protagonista; 53 episodios                         |
| 2019      | Veronica Mars                       | Veronica Mars          | Protagonista; también productora ejecutiva         |
| 2021–2023 | Gossip Girl                         | Gossip Girl (voz)      | Narradora, 22 episodios                            |
| 2022      | The Woman in the House              | Anna Whitaker          | Protagonista (miniserie)                           |
| 2024      | Nobody Wants This                   | Joanne                 | Protagonista; 10 episodios                         |

### Juegos
| Año  | Título                        | Personaje     | Notas |
| ---- | ----------------------------- | ------------- | ----- |
| 2007 | Assassin's Creed              | Lucy Stillman | voz   |
| 2009 | Astro Boy                     | Cora          | voz   |
| 2009 | Assassin's Creed II           | Lucy Stillman | voz   |
| 2010 | Assassin's Creed: Brotherhood | Lucy Stillman | voz   |
| 2019 | Kingdom Hearts III            | Princesa Anna | voz   |